# Příbram na Moravě
Příbram na Moravě – gmina w Czechach, w powiecie Brno, w kraju południowomorawskim.
1 stycznia 2017 gminę zamieszkiwało 631 osób, a ich średni wiek wynosił 42,7 roku.